# Justin Hoyte
Justin Raymond Hoyte (Londen, 20 november 1984) is een voetballer die bij voorkeur als rechtervleugelverdediger speelt. In 2015 tekende hij een contract bij Dagenham & Redbridge. In 2013 debuteerde Hoyte in het voetbalelftal van Trinidad en Tobago.

## Clubcarrière
Hoyte begon zijn carrière bij Arsenal, waar hij doorstroomde vanuit de jeugdopleiding. In het seizoen 2005/06 werd hij verhuurd aan Sunderland. Na zijn terugkeer bij Arsenal speelde Hoyte nog twee seizoenen voor The Gunners, alvorens voor circa vier miljoen euro te worden verkocht aan Middlesbrough. Na vijfenhalf seizoen werd hij verhuurd aan Millwall, dat hem een seizoen later definitief overnam. Aan het eind van het seizoen 2014/15 werd Hoytes contract niet echter niet verlengd. Hij tekende een contract bij Dagenham & Redbridge.

## Interlandcarrière
Op 4 juni 2013 maakte Hoyte zijn debuut in het voetbalelftal van Trinidad en Tobago. In de vriendschappelijke wedstrijd tegen Roemenië speelde hij negentig minuten.
| Interlands van Justin Hoyte voor Trinidad en Tobago | Interlands van Justin Hoyte voor Trinidad en Tobago | Interlands van Justin Hoyte voor Trinidad en Tobago | Interlands van Justin Hoyte voor Trinidad en Tobago | Interlands van Justin Hoyte voor Trinidad en Tobago | Interlands van Justin Hoyte voor Trinidad en Tobago |
| №                                                   | Datum                                               | Wedstrijd                                           | Uitslag                                             | Competitie                                          | Goals                                               |
| Als speler bij Middlesbrough FC                     | Als speler bij Middlesbrough FC                     | Als speler bij Middlesbrough FC                     | Als speler bij Middlesbrough FC                     | Als speler bij Middlesbrough FC                     | Als speler bij Middlesbrough FC                     |
| --------------------------------------------------- | --------------------------------------------------- | --------------------------------------------------- | --------------------------------------------------- | --------------------------------------------------- | --------------------------------------------------- |
| 1                                                   | 4 juni 2013                                         | Roemenië – Trinidad en Tobago                       | 4 – 0                                               | Vriendschappelijk                                   |                                                     |
| 2                                                   | 7 juni 2013                                         | Estland – Trinidad en Tobago                        | 1 – 0                                               | Vriendschappelijk                                   |                                                     |
| 3                                                   | 8 juli 2013                                         | El Salvador – Trinidad en Tobago                    | 2 – 2                                               | Gold Cup 2013                                       |                                                     |
| 4                                                   | 12 juli 2013                                        | Trinidad en Tobago – Haïti                          | 0 – 2                                               | Gold Cup 2013                                       |                                                     |
| 5                                                   | 5 september 2013                                    | Trinidad en Tobago – V.A.E.                         | 3 – 3                                               | Vriendschappelijk                                   |                                                     |
| 6                                                   | 9 september 2013                                    | Trinidad en Tobago – Saoedi-Arabië                  | 3 – 1                                               | Vriendschappelijk                                   |                                                     |
| 7                                                   | 15 oktober 2013                                     | Trinidad en Tobago – Nieuw-Zeeland                  | 0 – 0                                               | Vriendschappelijk                                   |                                                     |
| Als speler bij Millwall FC                          |                                                     |                                                     |                                                     |                                                     |                                                     |
| 8                                                   | 15 november 2013                                    | Jamaica – Trinidad en Tobago                        | 0 – 1                                               | Vriendschappelijk                                   |                                                     |
| 9                                                   | 4 juni 2014                                         | Argentinië – Trinidad en Tobago                     | 3 – 0                                               | Vriendschappelijk                                   |                                                     |
| 10                                                  | 8 juni 2014                                         | Trinidad en Tobago – Iran                           | 0 – 2                                               | Vriendschappelijk                                   |                                                     |
| 11                                                  | 11 november 2014                                    | Curaçao – Trinidad en Tobago                        | 2 – 3                                               | Caribbean Cup 2014                                  |                                                     |
| 12                                                  | 13 november 2014                                    | Trinidad en Tobago – Frans-Guyana                   | 4 – 2                                               | Caribbean Cup 2014                                  |                                                     |
| 13                                                  | 15 november 2014                                    | Cuba – Trinidad en Tobago                           | 0 – 0                                               | Caribbean Cup 2014                                  |                                                     |
| 14                                                  | 18 november 2014                                    | Jamaica – Trinidad en Tobago                        | 0 – 0 (4 – 3 n.s.)                                  | Caribbean Cup 2014                                  |                                                     |
| 15                                                  | 27 maart 2015                                       | Trinidad en Tobago – Panama                         | 0 – 1                                               | Vriendschappelijk                                   |                                                     |
| 16                                                  | 17 november 2015                                    | Trinidad en Tobago – Verenigde Staten               | 0 – 0                                               | Kwalificatie WK 2018                                |                                                     |
| 17                                                  | 25 maart 2016                                       | Saint Vincent en de Grenadines – Trinidad en Tobago | 2 – 3                                               | Kwalificatie WK 2018                                |                                                     |
| 18                                                  | 29 maart 2016                                       | Trinidad en Tobago – Saint Vincent en de Grenadines | 6 – 0                                               | Kwalificatie WK 2018                                |                                                     |

Bijgewerkt op 18 april 2016.

## Erelijst
Arsenal
- Premier League

2003/04
- FA Community Shield

2004
- FA Cup

2005

## Privé
Zijn jongere broer Gavin is ook profvoetballer. Hoytes moeder, Wendy Hoyte, is een Brits voormalig sprinter.